# Период окна
Период окна (серонегативное окно, сероконверсионное окно) — это период, когда заражение уже произошло и заболевание развивается в организме, но антитела к патогенам ещё не выработались. Благодаря этому уже инфицированный человек может получать отрицательные результаты анализов на заболевание, а также распространять его. 
Период окна при ВИЧ-инфекции длится от двух недель до шести месяцев. Тест на ВИЧ на основе РНК может сократить данный период до 12 дней.
При гепатите B период окна может составлять от недели до нескольких месяцев. 